# Primærrute 53
Primærrute 53 er en hovedvej, der løber fra Hillerød i sydvestlig retning til Kirke Sonnerup.
Ruten starter sydvest for Hillerød ved mødet med Primærrute 16. Den fortsætter mod Slangerup, videre uden om Frederikssund, over Kronprinsesse Marys Bro gennem Hornsherred forbi Skibby og Kirke Hyllinge, før den slutter vest for Kirke Sonnerup ved mødet med Holbækmotorvejen.
Rute 53 har en længde på ca. 45 km.